# Svalbard in Jan Mayen
Svalbard in Jan Mayen sta norveški ozemlji v Arktičnem oceanu, v administrativne namene obravnavani kot skupna enota s kodo 'SJ' po standardu ISO 3166-1. Ozemlji sicer v upravni delitvi Norveške nimata povezave, njuna edina skupna lastnost je, da nista del nobenega okrožja.
Svalbard je otočje pod norveško oblastjo, a s posebnim statusom po Svalbardski pogodbi, medtem ko je Jan Mayen samoten vulkanski otoček brez stalnega prebivalstva, ki ga upravlja guverner Nordlanda.
Organizacija združenih narodov je sprva predlagala ločeno ISO-kodo za Svalbard, Norveška pa je podnjo samoiniciativno vključila še Jan Mayen. To stanje zagovarja predvsem norveško zunanje ministrstvo, za namene statistike prebivalstva in trgovine pa »Svalbard in Jan Mayen« pomeni preprosto Svalbard.